# Episodi di Riviera Police
La prima e unica stagione della serie televisiva britannica Riviera Police è stata trasmessa dalla ITV tra il 2 agosto e il 20 ottobre 1965.
| nº | Titolo originale                      | Prima TV UK       |
| -- | ------------------------------------- | ----------------- |
| 1  | Who Can Catch a Falling Star?         | 2 agosto 1965     |
| 2  | That Kind of Girl                     | 9 agosto 1965     |
| 3  | The Lucky One Was the Snake           | 16 agosto 1965    |
| 4  | But the Company She Keeps             | 23 agosto 1965    |
| 5  | Duet for Two Guns                     | 30 agosto 1965    |
| 6  | The Target                            | 6 settembre 1965  |
| 7  | Take It Sideways and Pray             | 13 settembre 1965 |
| 8  | There Comes a Point                   | 20 settembre 1965 |
| 9  | Past Indefinite, Future Imperfect     | 27 settembre 1965 |
| 10 | There's Something Moving in the Water | 6 ottobre 1965    |
| 11 | Girl on a Plate                       | 13 ottobre 1965   |
| 12 | Bubbles Through a Looking Glass       | 20 ottobre 1965   |
| 13 | A Rainbow Has Two Ends                | 27 ottobre 1965   |

## Who Can Catch a Falling Star?
- Prima trasmissione: 2 agosto 1965
- Regia: Ian Fordyce
- Sceneggiatura: Brian Clemence, Jordan Lawrence

### Trama
Durante il Festival di Cannes, qualcuno uccide un'attrice stella nascente e i quattro componenti della Riviera Police devono scoprire chi l'ha uccisa e perché. Ben presto comprendono che devono fare in fretta, poiché con un messaggio scritto l'assassino preannuncia un nuovo omicidio.
- Interpreti: Anthony Valentine (Tony Lorenz), Katharine Blake (Joan Mayer), Clive Cazes (Luigi), Christine Child (Bridget), Ken Garady (Craig), Alan Gifford (Eric Vitch), Paul Gillard (barista), Gertan Klauber (Petronelli), Yole Marinelli (Pier), John Maxim (Carlo), Christa Nelli (Anna Corelli), Ronald Radd (Jerry Lorenz), Lauriston Shaw (Peter).

## That Kind of Girl
- Prima trasmissione: 9 agosto 1965
- Regia: Bill Turner
- Sceneggiatura: David Weir

### Trama
Durante la Parata dei fiori di Nizza, l'atmosfera festosa e spensierata della manifestazione è turbata da un omicidio e il sovrintendente Hunter si ritrova con la sua squadra incaricato della ricerca del pericoloso assassino.
- Interpreti: Derek Benfield (Voisin), Aimée Delamain (Madame Beranger), Patricia Donahue (Ann Fleming), Gerard Hely (Alain Lebeque), Veronica Lang (Jean Howard), John Le Mesurier (Jeremiah Canlon), Geraldine Moffat (Monique), Bill Nagy (Bill Fleming), Ray Marioni (agente di polizia).

## The Lucky One Was the Snake
- Prima trasmissione: 16 agosto 1965
- Regia: Christopher Hodson
- Sceneggiatura: Derek Ford, Donald Ford

### Trama
Il colonnello Sorel è incaricato della ricerca di un cecchino che ha ucciso una volta e cerca di rimanere nascosto per progettare un secondo omicidio.
- Interpreti: John Garrie (Bruno), Harold Innocent (Gaston Baghoulle), William Marlowe (Jeff), Nadja Regin (Lisa), Wanda Ventham (Marguerite), Terry Baker (scagnozzo), Jon Croft, Oswald Laurence, Aubrey Wells (agenti di polizia).

## But the Company She Keeps
- Prima trasmissione: 23 agosto 1965
- Regia: Ronald Marriott
- Sceneggiatura: Anthony Skene

### Trama
La Riviera Police deve sorvegliare una ragazza creduta in pericolo poiché gli amici che frequenta hanno un passato tutt'altro che limpido e un uomo con il quale ha avviato una relazione nasconde un segreto oscuro.
- Interpreti: William Abney (Tomasso), John Bailey (Otello), Felicity Brown (cameriera), Stewart Cooper (Steve), Margaret Diamond (Lady Marvell), Philippa Gail (Helen), Bob Howay (Pete), John Kidd (vecchio gentiluomo), Martin Lyder, John Nicholas (agenti di polizia), Nancy Nevinson (Sophie), April Wilding (Inge), Steven Scott (barista).
- Nota: l'episodio è conosciuto anche con il titolo Death on a Fine Day.

## Duet for Two Guns
- Prima trasmissione: 30 agosto 1965
- Regia: Ian Fordyce
- Sceneggiatura: Patrick Alexander

### Trama
La Riviera Police deve indagare su due omicidi e, secondo i primi rilievi, il metodo usato nell'atto criminale è quello di Harry Borden, che però si trova da tempo nella cella di una prigione in Inghilterra. Ben presto scoprono che qualcun altro, su ordine di Harry, sta cercando di vendicarsi.
- Interpreti: Fredric Abbott (Harry Borden), Ian Anderson (sergente Hurier), Bette Bourne (Guido), Alexandra Dane (cameriera), Pamela Greer (Marianne), Tamara Hinchco (Rossana), Roy Marsden (Jack), Pat Roberts (Jeanine), John Turner (Luc La Salle), Glenn Williams (Michael).

## The Target
- Prima trasmissione: 6 settembre 1965
- Regia: Marc Miller
- Sceneggiatura: Max Marquis

### Trama
Johnson e Hunter si ritrovano alla caccia di un assassino determinato a uccidere una giovane e bella star del cinema, giunta a Cannes per le riprese di un film.
- Interpreti: Liane Aukin (Anastasia), Jolyon Booth (Detective), Diana Chapman (Cavenne), Marc Gerard (fotografo), Jennifer Jayne (Joyce Perelli), Rick Jones (Tim Maugham), Paul Maxwell (Larry Bryant), Terence Soall (giornalista), June Thorburn (Sheila Ward), Raymond Young (Arturo).
- Nota: l'episodio è conosciuto anche con il titolo A Shot in the Dark... And Two in the Midday Sun.

## Take It Sideways and Pray
- Prima trasmissione: 13 settembre 1965
- Regia: Richard Doubleday
- Sceneggiatura: Patrick Alexander

### Trama
Lew Scarsdale, un pilota automobilistico che in passato fu implicato in giri di scommesse clandestine culminate in un omicidio la cui l'inchiesta fu chiusa frettolosamente, quando ottiene la possibilità di partecipare al Gran Premio di Monaco crede di avere l'occasione per liberarsi del fardello che lo tormenta, ma il sovrintendente Johnson è incaricato di seguire le sue mosse.
- Interpreti: John Meillon (Lew Scarsdale), Peter Needham (Chris Howard), Neil Stacy (Peter Dysart), Geoffrey Alexander (medico), David Burke (Jack Dysart), Caroline Burt (ragazza bionda), Nicholas Courtney (Harvey Brooks), Jill Curzon (Jenny), Royston Tickner (Hick), Dermot Tuohy (Paddy).

## There Comes a Point
- Prima trasmissione: 20 settembre 1965
- Regia: Ian Fordyce
- Sceneggiatura: Max Marquis

### Trama
Un uomo ricco tratta tutti con disprezzo fino a quando qualcuno giunge a minacciarlo di morte. Costui si rivela sfuggente e inafferrabile anche per la Riviera Police.
- Interpreti: David Bower (Dimitri Smith), Anna Carteret (Silver Starr), Veronica Hurst (Pamela Smith), Pauline Letts (contessa Sophia Wisniewska), Patrick Mower (Hektor Skouras), Laurence Payne (Edouard de la Vallaure), Sandra Payne (Ilia Dutton), Peter Honeywell (operatore controllo), Robert MacLeod (medico), Warren Sinclair, Lew Luton (giornalisti), George Waring (alto ufficiale).

## Past Indefinite, Future Imperfect
- Prima trasmissione: 27 settembre 1965
- Regia: Bill Turner
- Sceneggiatura: Anthony Skene

### Trama
Gli archeologi Lady Cataret e suo figlio David, eccessivamente affascinati dalle vestigia del passato, si trovano a dover subire una truffa da parte di Karl, uomo subdolo e intelligente. Chiamati a risolvere il caso, la Riviera Police deve affrontare difficoltà impreviste.
- Interpreti: Peggy Thorpe-Bates (Lady Cataret), Gary Bond (David Cataret), Peter Tory (Karl), Angela Lovell (Tina), Virginia Stride (Anglia), Robert Webber (direttore hotel), Conrad Monk (impiegato reception), Frank Sieman (capo cameriere), Jeffrey Isaac (cameriere del foyer), Roy Herrick (cameriere in piscina), Christine Collins (cameriera), Peter Copley (abate), Roy Boyd, Anthony Gardner (monaci), Jack Howlett (medico), Robert Jennings (steward), Peter van Dissel (agente di polizia), Ian Norris.

## There's Something Moving in the Water
- Prima trasmissione: 6 ottobre 1965
- Regia: Christopher Hodson
- Sceneggiatura: Derek Ford, Donald Ford

### Trama
Una ragazza sulla spiaggia, inconsapevole di essere a un passo dal pericolo, e un uomo che conosce un segreto che non può condividere con nessuno, hanno in comune una morte avvenuta in un passato lontano sul quale nessuno ha fatto piena luce e a poco a poco dimenticata da tutti.
- Interpreti: Pamela Brown (Eva Marceau), Arlene Dorgan (Mary Corbett), Mark Kingston (Ereole), Edina Ronay (Martine Bouchet)
- Nota: l'episodio è conosciuto anche con il titolo Lucky for Some.

## Girl on a Plate
- Prima trasmissione: 13 ottobre 1965
- Regia: Christopher Hodson
- Sceneggiatura: David Weir

### Trama
Il sovrintendente Hunter si trova a dover affrontare un caso di coscienza piuttosto spinoso quando, per smascherare un assassino pronto a uccidere per la seconda volta, manda in avanscoperta una bellissima modella per farlo uscire allo scoperto. Gli altri componenti della Riviera Police non sono però d'accordo con questa decisione.
- Interpreti: Patrick Connor (Porter), Basil Dignam (Raglan-Smith), David Graham (Pierre D'Estes), Camilla Hasse (Angelique), James Kerry (Alex Peel), Helen Lindsay (Debbie Raglan-Smith), Stephanie Randall (Liz Reboe), Mark Ross (Henri Georges).

## Bubbles Through a Looking Glass
- Prima trasmissione: 20 ottobre 1965
- Regia: Richard Doubleday
- Sceneggiatura: Derek Ford, Donald Ford

### Trama
Bubbles e Katya hanno un grande successo con le loro recite cabarettistiche nei locali della Riviera, ma quando in uno dei locali avviene un omicidio, i sovrintendenti Johnson e Hunter, aiutati dalla loro squadra, si sostituiscono a loro provando il numero con estrema precisione sperando che l'assassino rientri alla ribalta nel palcoscenico.
- Interpreti: Jacqueline Ellis (Bubbles), Lisa Madron (Katya), John Abineri (Boris), Ian Anderson (proprietario del locale), Geoffrey Palmer (Ludovic), George Pravda (Anton Irvick), Ronald Rubin (Paul Barrett).
- Nota: l'episodio è conosciuto anche con il titolo The Fuse That Didn't.

## A Rainbow Has Two Ends
- Prima trasmissione: 27 ottobre 1965
- Regia: Ian Fordyce
- Sceneggiatura: Derek Ford, Donald Ford

### Trama
Pochi giorni dopo la sua partenza da Nizza, il sovrintendente Hunter scopre che due auto identiche lo portano a dover affrontare un inseguimento per sgominare una banda criminale.
- Interpreti: Frederick Jaeger (Gerrard), Erica Rogers (Marceau), Michael Beint (Keppler), Camilla Brockman (Madeleine), Gillian French (Catherine), Alan White (Jimmy), Arthur White (Peronne), Thomas Kyffin (ufficiale di controllo aeroportuale), Tony Wall (uomo alla festa).